# ニルン
ニルンとは、モンゴル部族内の集団の名称。「聖なる背骨」を意味するモンゴル語で、転じて「アラン・ゴアと日月神の血を引く高貴な一族(カタギン氏・サルジウト氏・ボルジギン氏およびここから派生した諸氏族)」を指す呼称として用いられた。モンゴル部族の支配階級たる「ニルン」に対し、高貴な出自を持たない、モンゴル部族内の被支配階級は「ドルルギン」と呼称されていた。

## 概要
諸史料の一致して伝える所によると、「蒼き狼」ボルテ・チノの後裔ドブン・メルゲンと結婚したアラン・ゴアは夫に先立たれた後、日月の光の精(日月神)と交わってブグゥ・カタギ、ブカトゥ・サルジ、ボドンチャル・ムンカクという3人の息子を産んだという。この3人の息子達からはそれぞれカタギン氏、サルジウト氏、ボルジギン氏が興り、特にボルジギン氏は周辺の諸部族を征服して強大化し、モンゴル部族の中核氏族となるに至った。このように高貴な出自を持ち、モンゴル部族の支配層を構成した一族を他の氏族と区別するために用いられたのが、「ニルン」という呼称である。
フレグ・ウルスで編纂された史書『集史』はモンゴル部族の起源を語るに当たって、モンゴル部族内には「ニルン」と「ドルルギン」という2つの集団が存在していたと語る。そして「ニルン」とは「聖なる背骨」の意で高貴な出自の者達を指し、「ドルルギン」とはかかる伝承を持たないニルンに隷属する集団であると説く。一方で、大元ウルスのキヤト氏私文書『元朝秘史』では「ニルン」が山の後ろや尾根など地理的表現に用いられるほかは、ヂョチ・ダルマラがジャムカの弟タイチャルの背を射た場面、ベルグテイが力士ブリ・ボコの背骨を折った場面、テムゲ・オッチギンに命じられた三人の力士がテブ・テンゲリの背骨をへし折った場面、トルイがオゴデイの身替りで呪いを受けるべくモンゴル人にとって神聖な魚の背を切り裂いた場面で「ニルン」が用いられており、『元朝秘史』では「ニルン」に「聖なる背骨」の意味はまったくない。
但し、モンゴル部族の拡大に伴ってニルンの内部でも格差が生じており、チンギス・カンが登場した12世紀末には他の氏族に隷属するニルン(ベスト氏、ネグス氏など)も存在した。そのため、一概に「ニルン＝モンゴル部族の支配階級」とは言えず、『集史』の説明はモンゴル部族の原初の形を指したものであると言える。逆に、ジャライル・ウルスの征服などによって勢力を拡大したのがキヤト氏とタイチウト氏の2大勢力であり、これに加えてバアリン氏、ウルウト氏、マングト氏などが有力な氏族として知られていた。

## ニルン諸氏族

### アラン・ゴアの3子から生じた氏族
それぞれ独立した遊牧部族として活動していたが、カタギンとサルジウトは後にボルジギン氏に征服されたため、下位氏族については記録されていない。以下に挙げるニルン諸氏族は全てボルジギン氏から派生した氏族である。
- カタギン（Qatagin）：アラン・ゴアの長子ブグゥ・カタギの後裔
- サルジウト（Salǰi'ud）：アラン・ゴアの次子ブカトゥ・サルジの後裔
- ボルジギン（Borjigin）：アラン・ゴアの末子ボドンチャルの後裔

### ボドンチャルの子供から生じた氏族
ジャダランとジュウレイトについてはニルンの中でも弱小氏族であったが、バアリンは宗教的権威を有する長老的氏族としてニルン内でも尊重されていた。
- ジャダラン（Jadaran）：ボドンチャルが娶ったウリヤンカイ族の女性と前夫との間の息子ジャジラダイの後裔
- バアリン（Ba'arin）：ボドンチャルとウリヤンカイ族の女性との間に生まれたバアリダイの後裔
- ジュウレイト（Je'üreyid）：ボドンチャルと側室の間に生まれたジュウレデイの後裔

### メネン・トドン/トンビナイ・セチェンの7子から生じた氏族
『元朝秘史』と『集史』で最も記述が食い違う箇所で、『元朝秘史』では以下の諸氏族をメネン・トドンの7子から生じたとするが、『集史』はメネン・トドンの4世代後のトンビナイ・セチェンの7子から生じたとする。
- ノヤギン（Noyagin）：『秘史』はメネン・トドンの第2子カチンの息子ノヤギダイの後裔、『集史』はトンビナイの長子ジャクスの後裔とする
- バルラス（Barlas）：『秘史』はメネン・トドンの第3子カチウと第4子カチュラの後裔、『集史』はトンビナイの第3子カチュの後裔とする
- アダルギン（Adarγin）：『秘史』はメネン・トドンの第5子カチウンの息子アダルギダイの後裔、『集史』はトンビナイの第4子カチウンの後裔とする
- ブダアト（Buda'ad）：『秘史』はメネン・トドンの第6子カラルダイの後裔、『集史』はトンビナイの第5子ブダアト・クルゲの後裔とする
- ウルウト（Uru'ud）：『秘史』はメネン・トドンの第7子ナチン・バートルの息子ウルウダイの後裔、『集史』はノヤキンと同じくトンビナイの長子ジャクスの後裔とする
- マングト（Mangγud）：『秘史』はメネン・トドンの第7子ナチン・バートルの息子マングダイの後裔、『集史』はノヤキンと同じくトンビナイの長子ジャクスの後裔とする
- シジウト（Šiji'ud）：『秘史』はメネン・トドンの第7子ナチン・バートルの息子シジウダイの後裔、『集史』はチャウジン・オルテゲイの息子シジウダイの後裔とする
- ドゥグラト（Doγulad）：『秘史』はメネン・トドンの第7子ナチン・バートルの息子ドグラダイの後裔、『集史』はチャウジン・オルテゲイの息子ドグラタイの後裔とする

### カブル・カンから生じた氏族(キヤト諸氏族)
カイドゥ・カンの長男バイシンクルの孫で、始めてモンゴル諸氏族を統一し「あまねきモンゴル(カムク・モンゴル)」の「カン」に戴かれたカブル・カンの後裔。
- キヤト・ボルジギン氏（Qiyan）：カブル・カンの後裔で、チンギス・カンはこの氏族に生まれた
- ジュルキン（Jurqin）：カブル・カンの長子オキン・バルカクの後裔

### チャラカイ・リンクゥから生じた氏族(チノス/ネグス諸氏族)
カイドゥ・カンの次男チャラカイ・リンクゥから生じた氏族。カムク・モンゴル第2代カンのアンバガイの子孫がタイチウト氏として特に有名になったが、本来はチャラカイ・リンクゥの子孫全体が「チノス(狼)」と総称される一族であったと見られる。
- チノス（Činos）：チャラカイ・リンクゥの後裔
- ベスト（Besüd）：チャラカイ・リンクゥとレビラト婚で娶った元兄嫁との間に生まれたベスデイの後裔
- タイチウト（Tayičiud）：チャラカイ・リンクゥの孫アンバガイ・カンの後裔

### チャウジン・オルテゲイから生じた氏族
『元朝秘史』ではカイドゥ・カンの末子チャウジン・オルテゲイの諸子から生じた氏族として「ニルン」に含むが、『集史』では「ドルルギン」に分類される諸氏族。
- コンゴタン（Qongγotan）：チャウジン・オルテゲイの後裔の一つで、『集史』はオロナウル3兄弟の長男コンゴタンの後裔(ドルルギン)とする
- アルラト（Arlat）：チャウジン・オルテゲイの後裔の一つで、『集史』はオロナウル3兄弟の次弟アルラトの後裔(ドルルギン)とする
- オロナウル（Oronaur）：チャウジン・オルテゲイの後裔の一つで、『集史』はオロナウル3兄弟の末弟ケレングトの後裔(ドルルギン)とする
- スニト（Sünid）：チャウジン・オルテゲイの後裔の一つで、『集史』はアラン・ゴアの家系(ニルン)とは関係ないドルルギン氏族とする
- カブトルカス（Qabturqas）：チャウジン・オルテゲイの後裔の一つで、『集史』はアラン・ゴアの家系(ニルン)とは関係ないドルルギン氏族とする
- ゲニゲス（Gänigäs）：チャウジン・オルテゲイの後裔の一つで、『集史』はアラン・ゴアの家系(ニルン)とは関係ないドルルギン氏族とする